# Nancy Wilson (jazzzangeres)
Nancy Wilson, (Chillicothe (Ohio), 20 februari 1937 - Pioneertown (Californië), 13 december 2018) was een Amerikaanse zangeres en actrice wier carrière meer dan vijf decennia besloeg, van het midden van de jaren 1950 tot haar pensionering in het begin van de jaren 2010. Ze viel vooral op door haar single (You Do not Know) How Glad I Am en haar versie van de standard Guess Who I Saw Today. Wilson nam meer dan 70 albums op en won drie Grammy Awards voor haar werk. Tijdens haar carrière als musicus werd Wilson bestempeld als een zangeres van blues, jazz, r&b, pop, soul en disco, een volmaakte actrice en de complete entertainer. De titel die ze verkoos was echter songstylist. Ze kreeg veel bijnamen, waaronder Sweet Nancy, The Baby, Fancy Miss Nancy en The Girl With the Honey-Coated Voice.

## Carrière

### De vroege jaren
Nancy Sue Wilson was de eerste van zes kinderen van de ijzergieterijarbeider Olden Wilson en het dienstmeisje Lillian Ryan. Wilsons vader kocht platen om thuis naar te luisteren. Op jonge leeftijd hoorde Wilson opnamen van Billy Eckstine, Nat King Cole en Jimmy Scott met Lionel Hamptons Big Band. Wilson werd zich bewust van haar talent tijdens het zingen in kerkkoren, het imiteren van zangers als een jong kind en het optreden in het huis van haar grootmoeder tijdens zomerbezoeken. Op 4-jarige leeftijd wist ze dat ze uiteindelijk zangeres zou worden.
Op 15-jarige leeftijd ging ze naar de West High School in Columbus, waar ze een talentenjacht won, gesponsord door de lokale ABC-televisiezender WTVN. De prijs was een optreden in de tweewekelijkse tv-show Skyline Melodies, die ze later presenteerde. Ze werkte vanaf 15-jarige leeftijd ook in clubs aan de oost- en noordkant van Columbus tot ze afstudeerde van de West High School op 17-jarige leeftijd. Onzeker over haar toekomst als entertainer, ging ze naar de universiteit om les te geven. Ze bracht een jaar door aan het Central State College in Ohio (nu Central State University) voordat ze stopte en haar oorspronkelijke ambities volgde. Ze deed auditie en won in 1956 een plek bij de Carolyn Club Big Band van Rusty Bryant. Ze toerde met hen door Canada en het middenwesten van 1956 tot 1958. In deze band maakte Wilson haar eerste opname bij Dot Records.

### Verdere carrière
Toen Wilson Julian 'Cannonball' Adderley ontmoette, stelde hij voor om naar New York te verhuizen voor carrièremogelijkheden. In 1959 verhuisde ze naar New York om te proberen Adderley's manager in te huren en een contract te krijgen bij Capitol Records. Binnen vier weken na haar aankomst in New York kreeg ze haar eerste grote doorbraak, een oproep om in te vallen voor Irene Reid bij The Blue Morocco. De club boekte Wilson op permanente basis, ze zong vier avonden per week en werkte overdag als secretaresse voor het New York Institute of Technology. John Levy stuurde demo's van Guess Who I Saw Today, Sometimes I'm Happy en twee andere nummers naar Capitol, die haar in 1960 contracteerden.
Wilson's debuutsingle Guess Who I Saw Today was zo succesvol dat Capitol Records tussen april 1960 en juli 1962 vijf Nancy Wilson-albums uitbracht. Haar eerste album Like in Love toonde haar talent in rhythm-and-blues. Adderley suggereerde dat ze afstand moest nemen van haar oorspronkelijke popstijl en haar muziek moest afstemmen op jazz en ballads. In 1962 werkten ze samen en produceerden ze het album Nancy Wilson and Cannonball Adderley, dat haar naar nationale bekendheid dreef met het populaire r&b-nummer Save Your Love For Me. Wilson zou later verschijnen op Adderley's livealbum In Person (1968). Tussen maart 1964 en juni 1965 kwamen vier van Wilsons albums in de Top 10 van de Billboard Top LP-hitlijst. Tell Me The Truth werd haar eerste echte grote hit 1963, in de aanloop naar haar optreden in de Coconut Grove in 1964 - het keerpunt van haar carrière. In 1964 bracht Wilson haar meest succesvolle hit (You Don't Know ) How Glad I Am uit in de Billboard Hot 100, die piekte op nummer 11. Van 1963 tot 1971 had Wilson 11 nummers in de Hot 100, waaronder twee kerstsingles. Face It Girl, It's Over was echter het enige overgebleven niet-kerstnummer dat zich plaatste in de Top 40 (#29, in 1968).
Na talloze gastoptredens op televisie, kreeg Wilson uiteindelijk haar eigen serie The Nancy Wilson Show (1967-1968) bij NBC, die een Emmy won. In de loop der jaren verscheen ze in veel populaire tv-shows van I Spy (min of meer zichzelf spelen als een zangeres uit Las Vegas in de aflevering Lori uit 1966 en een soortgelijk personage in de aflevering The Confession van The FBI uit 1973), Room 222, Hawaii Five-O, Police Story, The Jack Paar Program, The Sammy Davis Jr. Show (1966), The Danny Kaye Show, The Smothers Brothers Comedy Hour, Kraft Music Hall, The Sinbad Show, The Cosby Show, The Andy Williams Show, The Carol Burnett Show, Soul Food, New York Undercover en recentelijk Moesha en The Parkers. Ze verscheen ook in The Ed Sullivan Show, The Merv Griffin Show, The Tonight Show, The Arsenio Hall Show en The Flip Wilson Show. Ze was in 1993 in The Meteor Man van Robert Townsend en in de film The Big Score. Ze verscheen ook in The Lou Rawls Parade of Stars en de March of Dimes Telethon. Ze werd eind jaren 1970 gecontracteerd door Capitol Records en in een poging haar aantrekkingskracht te vergroten, bracht ze het album Life, Love and Harmony uit, een album met soulvolle, funky dansfragmenten met het nummer Sunshine, dat een van de haar meest gewilde opnamen werd (zij het onder aanhangers van het zeldzame soulcircuit bij wie ze zich normaal gesproken niet zou registreren). In 1977 nam ze het themalied op voor The Last Dinosaur, een voor tv gemaakte film die in Japan in de bioscoop verscheen.
In de jaren 1980 nam ze vijf albums op voor Japanse labels omdat ze liever live opnam en Amerikaanse labels gaven haar die mogelijkheid vaak niet. Ze kreeg zo'n grote populariteit dat ze werd geselecteerd als de winnaar van de jaarlijkse Tokyo Song Festivals.
In 1982 nam Wilson op met Hank Jones en het Great Jazz Trio. In datzelfde jaar nam ze op met de Griffith Park Band, met onder meer Chick Corea en Joe Henderson als leden. In 1987 nam ze deel aan de PBS-show Newport Jazz '87 als zangeres van een jazztrio met John Williams en Roy McCurdy. In 1982 tekende ze ook bij CBS, haar albums hier waren The Two of Us (1984), duetten met Ramsey Lewis geproduceerd door Stanley Clarke, Forbidden Lover (1987), inclusief het titelnummer duet met Carl Anderson en A Lady with a Song, dat in 1989 haar 52e album werd. In 1989 speelde Nancy Wilson in Concert als een televisiespecial. In de vroege jaren 1990 nam Wilson het album With My Lover Beside Me op als eerbetoon aan Johnny Mercer met co-producent Barry Manilow. In dit decennium nam ze ook de twee albums Love, Nancy en haar zestigste album If I Had My Way op. Aan het eind van de jaren 1990 werkte ze samen met MCG Jazz, een jeugdeducatieprogramma van de Manchester Craftsmen's Guild, een non-profit, op minderheden gerichte, kunst- en leerorganisatie in Pittsburgh, Pennsylvania.
In 1995 trad Wilson op tijdens het New Orleans Jazz & Heritage Festival en het San Francisco Jazz Festival in 1997. In 1999 organiseerde ze de show Forever Ella ter ere van Ella Fitzgerald bij het A&E Network. Alle opbrengsten van A Nancy Wilson Christmas uit 2001 gingen naar het werk van MCG Jazz. Wilson was de gastvrouw bij Jazz Profiles van NPR van 1996 tot 2005. Deze serie profileerde de legendes en de erfenis van jazz door middel van muziek, interviews en commentaar. Wilson en het programma waren de ontvangers van de George Foster Peabody Award in 2001. Wilsons tweede en derde album met MCG Jazz, R.S.V.P. (Rare Songs, Very Personal) (2005) en Turned to Blue (2007), wonnen beide de Grammy Award voor «Best Jazz Vocal Album». Op 10 september 2011 trad ze voor de laatste keer op op een openbaar podium aan de Ohio University in Athens.

## Awards en onderscheidingen
In 1964 won Wilson haar eerste Grammy Award voor de beste rhythm-and-blues-opname voor het album How Glad I Am. Ze werd gekenmerkt als een grand diva van jazz in een editie van Essence in 1992. In hetzelfde jaar ontving ze ook de Whitney Young Jr. Award van de Urban League. In 1998 ontving ze de Playboy Reader Poll Award voor beste jazzvocalist.
In 1986 werd ze door de World Conference of Mayors uitgeroepen tot «Global Entertainer of the Year». Ze ontving in 1993 een onderscheiding van het Martin Luther King Jr. Center for Nonviolent Social Change, de NAACP Image Award - Hall of Fame Award in 1998 en werd in 1999 opgenomen in de Big Band en Jazz Hall of Fame. Ze ontving de Trumpet Award for Outstanding Achievement in 1994. Wilson ontving een ster op de Hollywood Walk of Fame in 1990, op 6541 Hollywood Blvd. Ze ontving eredoctoraten van het Berklee College of Music in Boston en de Central State University in Wilberforce. Ze was ook lid van de studentenvereniging Delta Sigma Theta. Er werd een straat naar haar vernoemd in haar geboorteplaats Chillicothe, Ohio. Ze was medeoprichter van de Nancy Wilson Foundation, die kinderen uit de binnenstad blootstelt aan het land. Wilson was de ontvanger van de National Endowment for the Arts (NEA), de NEA Jazz Masters Fellowships-prijs in 2004, de hoogste onderscheiding die de regering van de Verenigde Staten aan jazzmuzikanten toekent. In 2005 ontving ze de NAACP Image Awards voor «Best Recording Jazz Artist». Ze ontving in 2005 de UNCF Trumpet Award ter ere van Afro-Amerikaanse prestaties, een Lifetime Achievement Award van de NAACP in Chicago en de Oprah Winfrey's Legends Award.
In september 2005 werd Wilson opgenomen in de International Civil Rights Walk of Fame op de Martin Luther King Jr. National Historic Site. Wilson was een belangrijke figuur in de Civil Rights Movement. Tijdens de Hollywood Bowl op 29 augustus 2007 vierde Wilson haar 70e verjaardag met een all-star evenement georganiseerd door Arsenio Hall. Ramsey Lewis en zijn trio voerden To Know Her Is To Love Her uit.

## Privéleven en overlijden
Wilson trouwde in 1960 met haar eerste echtgenoot, drummer Kenny Dennis en in 1970 scheidden ze. Ze kregen een zoon Kenneth (Kacy) Dennis jr.. Op 22 mei 1973 trouwde Wilson binnen een maand na haar ontmoeting met de presbyteriaanse predikant dominee Wiley Burton. Ze schonk het leven aan Samantha Burton in 1975 en het paar adopteerde Sheryl Burton in 1976. Als gevolg van haar huwelijk onthield ze zich van optredens op verschillende locaties. De volgende twee decennia beheerste ze met succes haar persoonlijke leven en haar carrière. In november 1998 stierven haar beide ouders en ze noemde dit jaar het moeilijkste van haar leven.
In augustus 2006 werd Wilson opgenomen in het ziekenhuis met bloedarmoede en kaliumtekort en moest ze een volledige reeks tests ondergaan. Ze kon de UNCF Evening of Stars Tribute to Aretha Franklin niet bijwonen en moest haar verplichtingen annuleren. Al haar andere opdrachten stonden in de wacht in afwachting van de doktersrapporten.
In maart 2008 werd ze opgenomen in het ziekenhuis voor longcomplicaties, herstelde en maakte het naar verluidt goed. In hetzelfde jaar overleed haar man Wiley Burton aan nierkanker. Wilson overleed op 13 december 2018 op 81-jarige leeftijd aan een langdurige ziekte in haar huis in Pioneertown, Californië. Ze werd begraven in Forest Lawn Cemetery in Cathedral City.

## Discografie

### Singles
- 1961: My Foolish Heart
- 1961: Give Him Love
- 1962: Save Your Love For Me
- 1962: You Don't Know What Love Is
- 1963: You Can Have Him
- 1963: Tell Me The Truth
- 1963: That's All I Want For Christmas
- 1964: Don't Rain On My Parade
- 1964: (You Don't Know) How Glad I Am
- 1964: I Wanna Be With You
- 1964: And Satisfy / Take What I Have
- 1965: Don't Come Running Back To Me
- 1965: Welcome, Welcome / The Best Is Yet To Come
- 1965: Where Does That Leave Me
- 1965: I'll Only Miss Him When I Think of Him
- 1965: No One Else But You
- 1966 	(You Got) The Power Of Love
- 1966: Uptight (Everything's Alright) / You've Got Your Troubles
- 1966: That Special Way
- 1966: I'll Make A Man Of The Man
- 1967: In The Dark
- 1967: Don't Look Over Your Shoulder
- 1967: Ode To Billie Joe
- 1968: Face It Girl, It's Over
- 1968: Peace Of Mind
- 1968: In A Long White Room
- 1969: You'd Better Go
- 1969: Got It Together
- 1969: Can't Take My Eyes Off You
- 1970: Waitin' For Charlie To Come Home
- 1970: This Girl Is a Woman Now
- 1971: Now I'm A Woman
- 1971: The Greatest Performance Of My Life
- 1973: We Can Make It Baby
- 1974: Streetrunner
- 1974: You're As Right As Rain
- 1975: He Called Me Baby
- 1975: Don't Let Me Be Lonely Tonight
- 1976: Now
- 1976: In My Loneliness (When We Were One)
- 1977: I've Never Been to Me
- 1978: I'm Gonna Get Ya
- 1979: Life, Love and Harmony
- 1979: Sunshine
- 1987: Forbidden Lover (met Carl Anderson)
- 1988: Quiet Fire
- 1990: Don't Ask My Neighbors
- 1991: Do You Still Dream About Me
- 1994: Love Won't Let Me Wait
- 1994: I Can't Make You Love Me

### Albums
Capitol Records
- 1959:	Like in Love
- 1960:	Something Wonderful
- 1961:	The Swingin's Mutual!
- 1962:	Hello Young Lovers
- 1962:	Nancy Wilson and Cannonball Adderley
- 1963:	Broadway – My Way
- 1963:	Hollywood – My Way
- 1963:	Yesterday's Love Songs/Today's Blues
- 1964:	How Glad I Am
- 1964:	Today, Tomorrow, Forever
- 1965:	Gentle Is My Love
- 1965:	The Nancy Wilson Show!
- 1965:	Today My Way
- 1966:	A Touch of Today
- 1966:	From Broadway with Love
- 1966:	Tender Loving Care
- 1967:	Just for Now
- 1967:	Lush Life
- 1967:	Nancy Naturally
- 1968:	Easy
- 1968:	Sound of Nancy Wilson
- 1968:	The Best of Nancy Wilson
- 1968:	Welcome to My Love
- 1969:	But Beautiful
- 1969:	Close Up
- 1969:	Hurt So Bad
- 1969:	Nancy
- 1969:	Son of a Preacher Man
- 1970:	Can't Take My Eyes Off You
- 1970:	Now I'm a Woman
- 1971:	Double Play
- 1971:	For Once in My Life
- 1971:	How Glad I Am
- 1971:	Kaleidoscope
- 1971:	The Right to Love
- 1973:	I Know I Love Him
- 1974:	All in Love Is Fair
- 1975:	Come Get to This
- 1976:	This Mother's Daughter
- 1977:	I've Never Been to Me
- 1978:	Music on My Mind
- 1979:	Life, Love and Harmony
- 1979:	Nancy Naturally
- 1980:	At My Best
- 1980:	Take My Love
- 2005:	Live from Las Vegas

Blue Note Records
- 1971:	Who Can I Turn To

Pickwick
- 1972:	Free Again

EMI Japan
- 1982:	What's New

Interface
- 1983:	I'll Be a Song
- 1984:	Godsend

Columbia Records
- 1983:	Your Eyes
- 1984:	The Two of Us (met Ramsey Lewis)
- 1985:	Keep You Satisfied
- 1991:	With My Lover Beside Me (met lyrics van Johnny Mercer, muziek Barry Manilow)
- 1994:	Love, Nancy
- 1997:	If I Had My Way

Epic/Sony
- 1987:	Forbidden Lover
- 1988:	Nancy Now
- 1990:	Lady with a Song

MCG Jazz
- 2001:	A Nancy Wilson Christmas
- 2002:	Meant to Be (met Ramsey Lewis)
- 2003:	Simple Pleasures (met Ramsey Lewis)
- 2004:	R.S.V.P. (Rare Songs, Very Personal)
- 2006:	Turned to Blue

- Bibsys: 3089758
- Bibliothèque nationale de France: cb139012289 (data)
- Gemeinsame Normdatei: 134558308
- International Standard Name Identifier: 0000 0001 1442 3424
- Library of Congress Control Number: n88172131
- Nationale Bibliotheek van Letland: 000069898
- MusicBrainz: f597eafc-4dc5-4bc4-a019-a5035a3c8502
- Nationale Bibliotheek van Tsjechië: ola2002158149
- Nationale Bibliotheek van Israël: 987007449663005171
- Nederlandse Thesaurus van Auteursnamen: 07012258X
- Istituto Centrale per il Catalogo Unico: SBNV090763
- SNAC: w6cs858v
- Système universitaire de documentation: 157336328
- Virtual International Authority File: 39563664